# Quartiers de Nouméa
| Plan de Nouméa, centré sur la baie de Boulari à l'est. |                                       | |
| Secteur                                                | Anciens grand quartiers               | Quartiers |
| Ouest                                                  | Centre                                | Centre-Ville, Nouville, Quartier latin, Vallée du Génie, Artillerie                                                                                                 |
| Ouest                                                  | Mont Montravel                        | Montravel, Montagne coupée, Vallée du Tir, Doniambo |
| Sud                                                    | Sud                                   | Artillerie (sud-est) (ancien quartier réuni à celui de l'Orphelinat), Orphelinat, Baie des Citrons, Anse Vata, Val Plaisance, N'Géa, Receiving, Motor Pool, Trianon |
| Sud                                                    | Vallée des colons - Faubourg Blanchot | Vallée des Colons, Faubourg Blanchot |
| Est                                                    | Magenta                               | Haut-Magenta, Magenta, Ouémo, Aérodrome, Portes de fer, 4e Kilomètre                                                                                                |
| Nord-Est                                               | Rivière Salée                         | Rivière Salée (inclut la mangrove du 5e Kilomètre) |
| Nord-Est                                               | Tina - Normandie                      | 6e Kilomètre (inclut l'ancien quartier du 5e Kilomètre), 7e Kilomètre, Normandie, Tina, Golf de Tina (ancien quartier réuni à celui de Tina)                        |
| Presqu’île de Ducos                                    | Presqu’île de Ducos                   | Ducos, Ducos industriel, Kaméré, Koumourou, Logicoop, Numbo, Tindu                                                                                                  |

La ville de Nouméa (Nouvelle-Calédonie) était divisée administrativement en huit « grands quartiers » eux-mêmes divisés en 39 quartiers.
Depuis 2015 les quartiers ont été réorganisés, et certains d'entre eux ont été réunis, aujourd'hui la commune est divisée en 5 villes regroupés en cinq « secteurs » dont les représentants (les « conseillers de secteurs », désignés  par le conseil municipal parmi une liste de résidents des quartiers volontaires, pour sièger au conseil de leur secteur avec un mandat de 2 ans renouvelable une seule fois) se réunissent au « conseil des quartiers  » qui se réunit régulièrement au siège du conseil municipal. Les conseils de secteurs ont un rôle de consultation et de proposition sur les décisions prises par la municipalité concernant les territoires de leurs quartiers.

## Secteur Ouest

### Ancien grand quartier du Centre

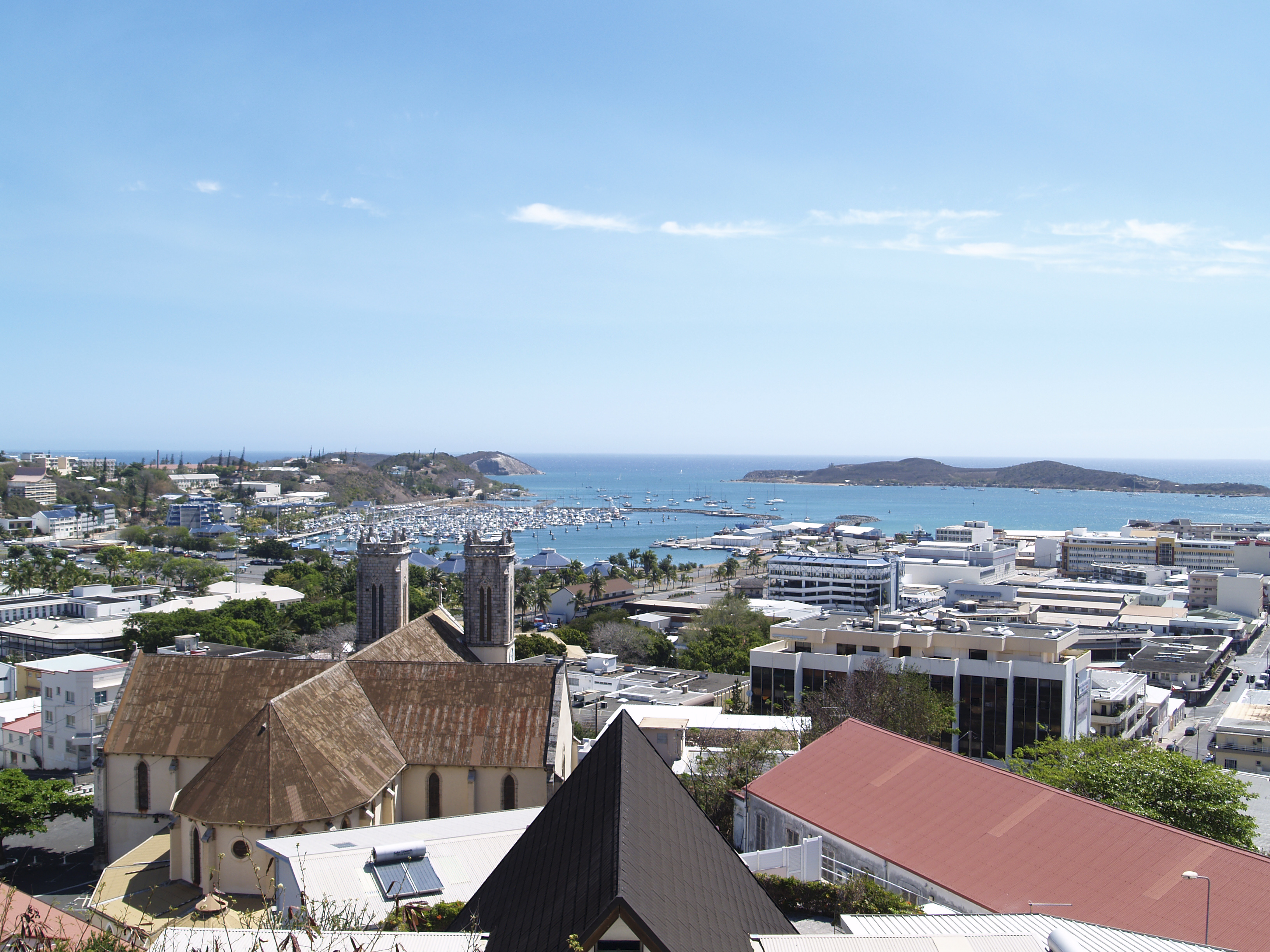
Vue de la cathédrale (au premier plan) et, de g. à dr., du port Moselle et de la partie méridionale du centre-ville.

Cet ancien grand quartier de près de 10 000 habitants (9 845 résidents en 2019), couvre la partie historique de cette ville, et est composé de cinq puis quatre quartiers :

#### Quartier latin

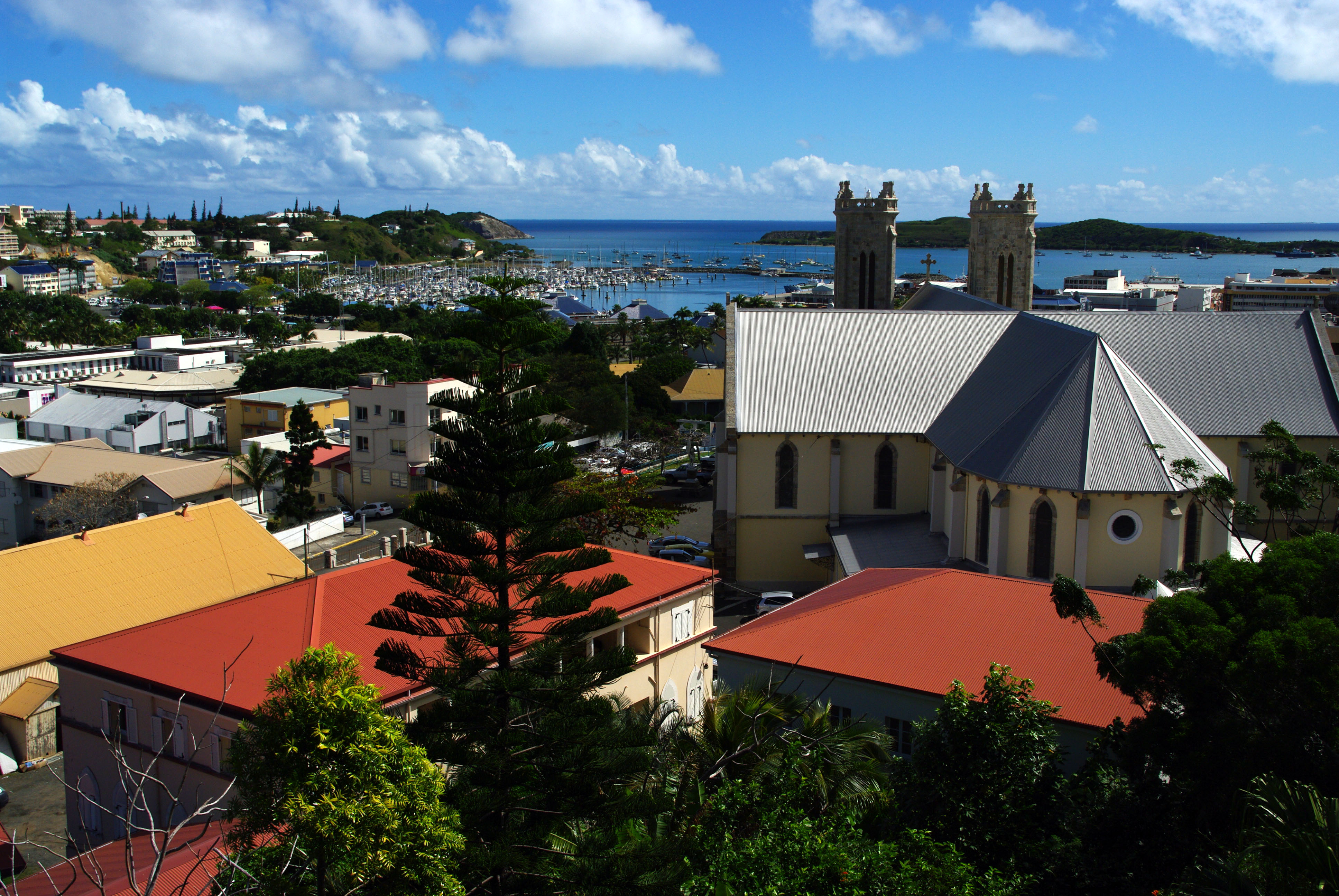
Vue du Port Moselle, de la cathédrale et de la limite nord du Quartier latin, depuis la colline du Sémaphore.

#### Quartier de la Vallée du Génie
C'est un petit quartier résidentiel tout proche du Centre-Ville.

### Ancien grand quartier du Mont Montravel

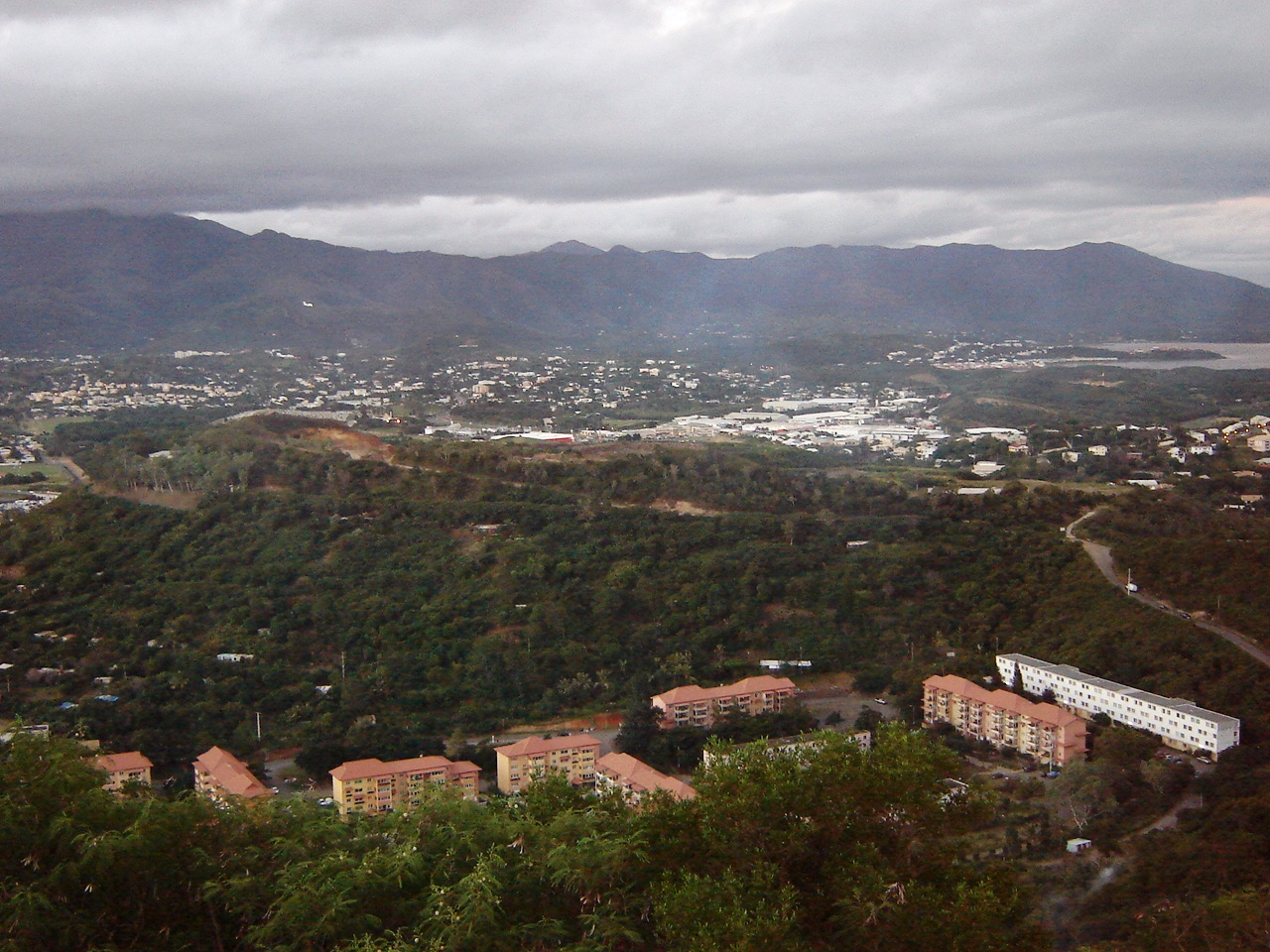
La cité Pierre Lanquette de Montravel.

La colline de Tama (face au récif) est la plus haute (167 m) de Nouméa. Elle a reçu le nom du fondateur de Nouméa, Louis-Marie-François Tardy de Montravel. Sa forteresse a abrité la réserve pénitentiaire (1890), second camp pénitentiaire de la ville de Nouméa, les travailleurs de construction des ponts de la zone, l'école des moniteurs indigènes (1913), un escadron de fusiliers voyageurs (1941). Construite dans les années 1950-1970, la cité Pierre Lenquette consiste en 340 logements en petits immeubles.
Avec 4 902 habitants en 2009 et 4 484 personnes en 2014, l'ancien grand quartier intègre quatre quartiers :

#### Quartier de Montravel
L'actuelle cité Pierre-Lenquette occupe la place d'un camp de bagnards, dans un morne, avec prison, caserne de surveillants, cases sommaires, jardin... Le camp de Montravel donne au kiosque à musique des concerts réputés, de 1881 à 1910, et se protège par des murailles et des tours.  
Selon le recensement de la population, le quartier de Montravel compte 2 403 habitants en 2009, et 2 053 habitants en 2014.

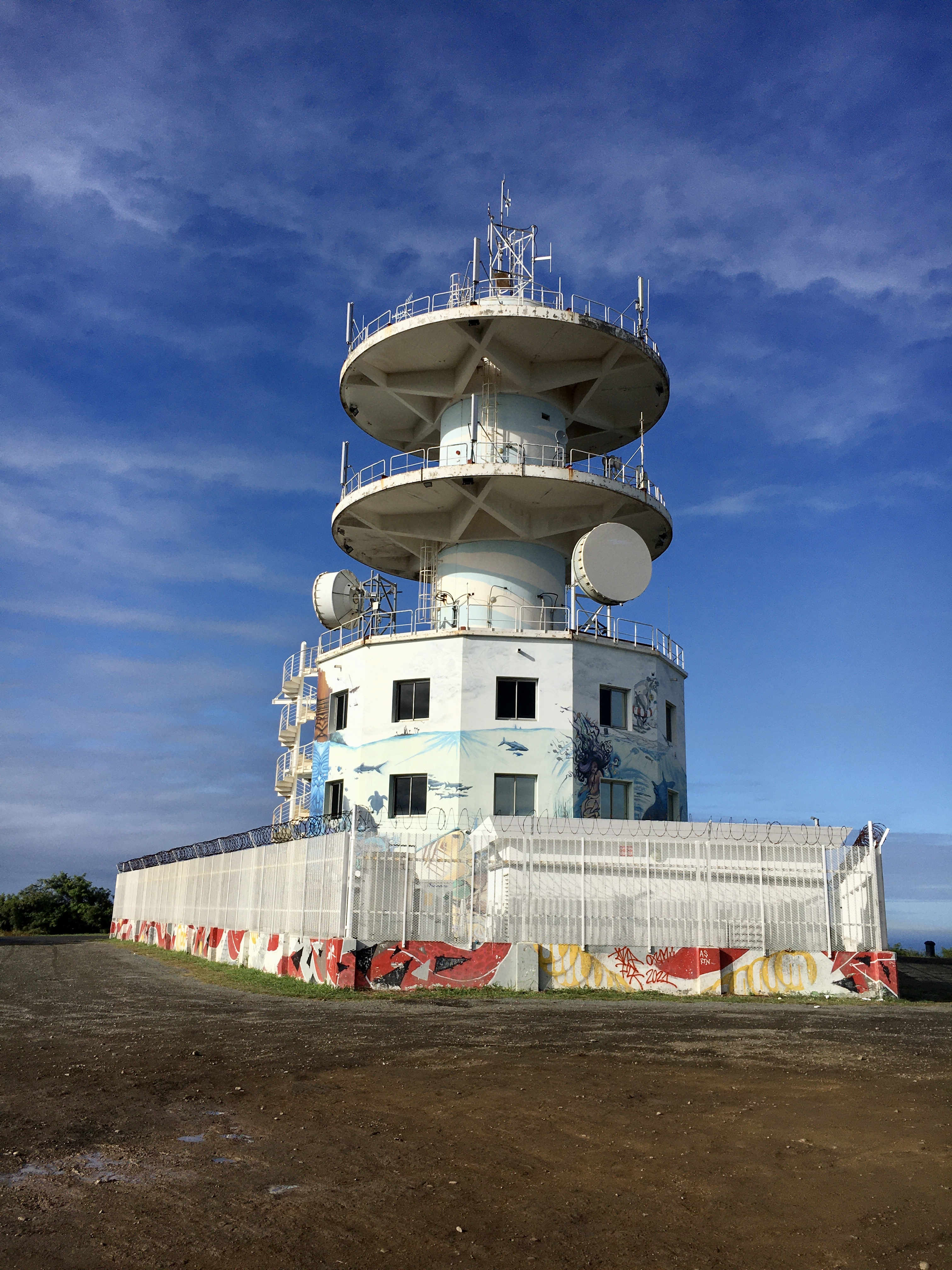
Tour Montravel

#### Quartier de la Montagne coupée
Le quartier s'appuie sur la colline de Montravel, percée par une tranchée après 1900 pour assurer le passage des premières automobiles et le chemin de fer. Aujourd'hui, on remarque la tour OPT, le Parc Forestier, la statue de Notre-Dame du Pacifique, et le sentier pédestre balisé, qui offre de beaux points de vue sur Nouméa.

Selon le recensement de la population, le quartier de Montagne Coupée compte 252 habitants en 2009, et 2 431 habitants en 2014, après regroupement avec les deux quartiers suivants.

#### Quartier de la Vallée du Tir

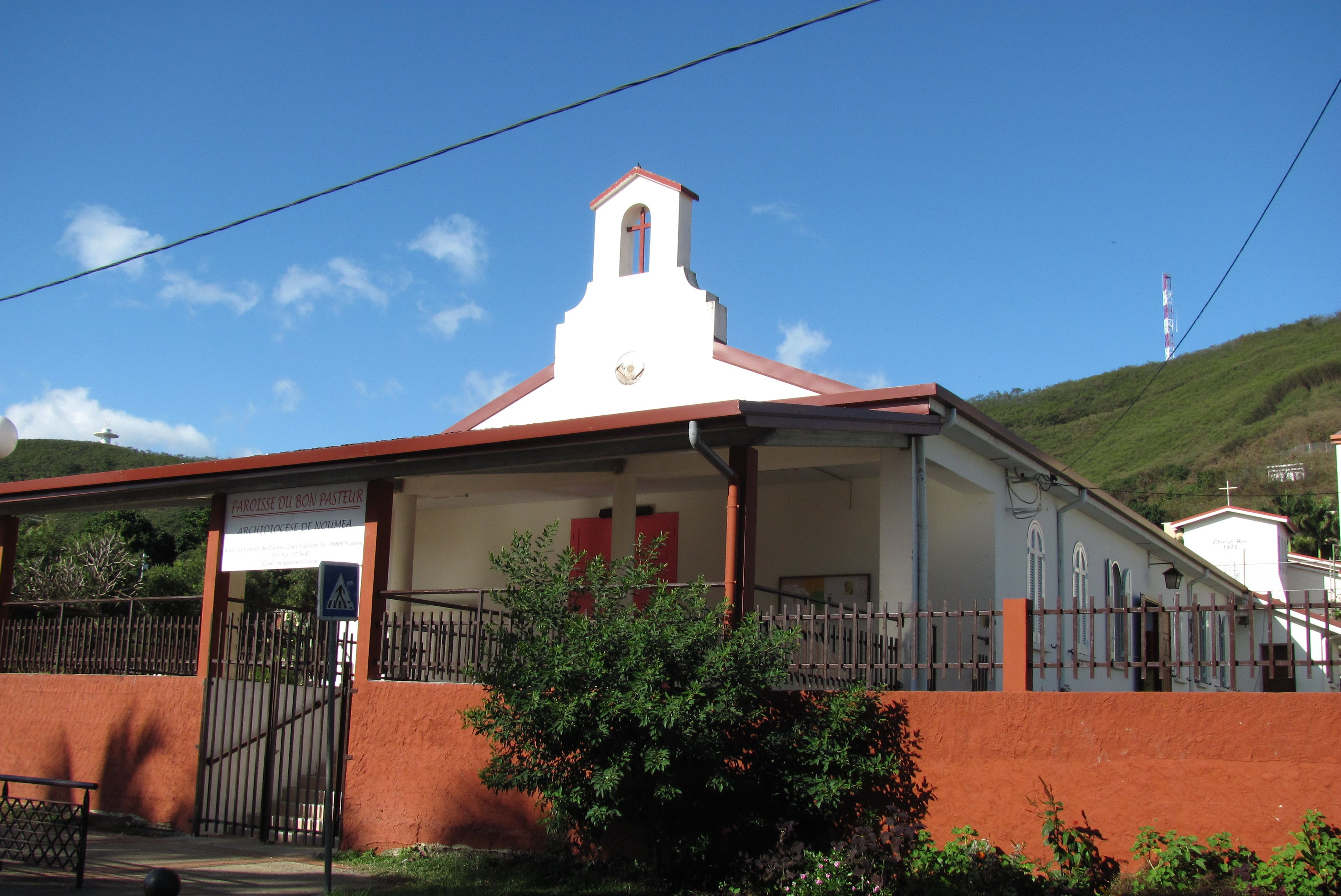
Paroisse Bon Pasteur à la Vallée du Tir.

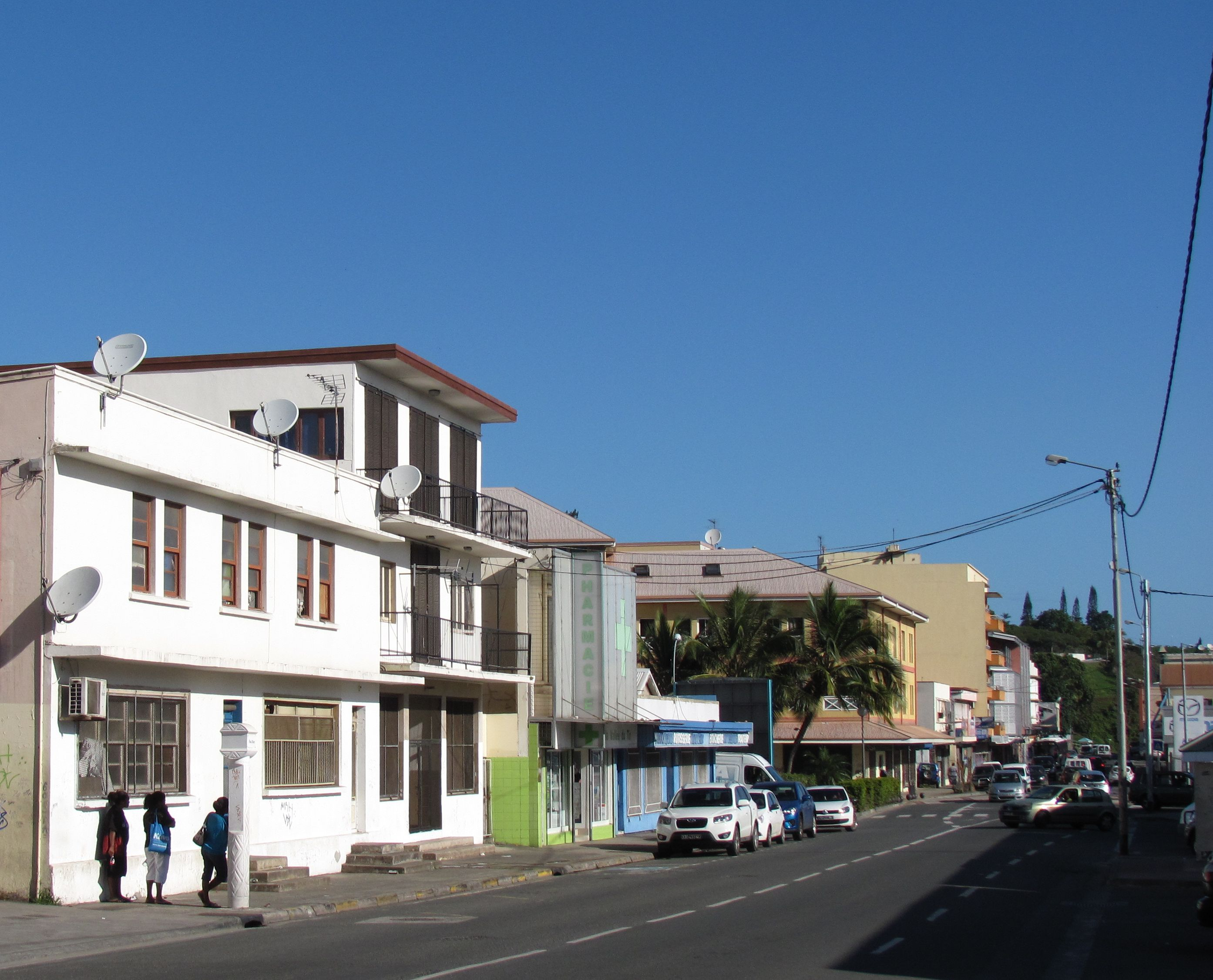
Rue E. Unger, la rue centrale de la Vallée du Tir.

Selon le recensement de la population, le quartier de la Vallée du Tir compte 1 968 habitants en 2009, et 2 431 habitants en 2014, après fusion avec le précédent et le suivant.
La rue E. Unger est aujourd'hui la grande rue du quartier, avec l'essentiel des boutiques, avant l'installation d'un Super U, de l'autre côté de la Voie Express.
La Vallée de la Thisbé, en hommage à la frégate échouée dans la passe de Boulari, est la première vallée. Le marécage de la seconde vallée autorise l'aménagement d'un cimetière en 1863, puis un champ de tir de l'armée. Le seul peuplement concerne des fonctionnaires pénitentiaires, le Camp des Moineaux, hangar de réfectoire des condamnés, ce qui motive le nom de la Colline aux Oiseaux.

#### Quartier de Doniambo

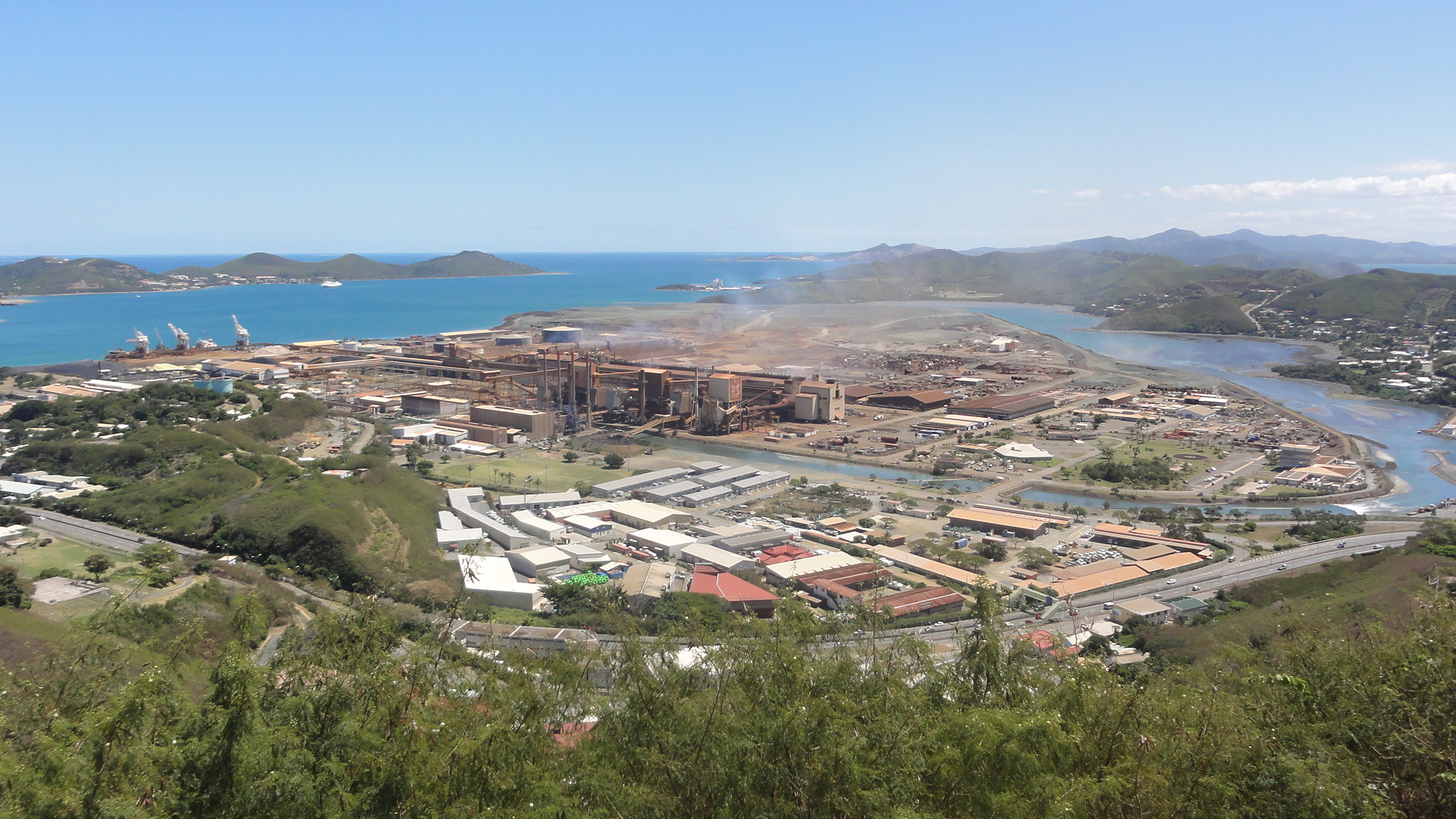
L'usine SLN de Doniambo.

Selon le recensement de la population de 2009, le quartier de Doniambo comptait 279 habitants. Il est désormais regroupé avec les deux quartiers précédents.

## Secteur Sud
Ce secteur réunit deux anciens grands quartiers comptant onze quartiers et un ancien quartier :

### Ancien grand quartier du Sud
Généralement appelé par les Nouméens « Quartiers Sud », il est peuplé de 20 107 habitants en 2014. Il constitue l'un des principaux pôles du chef-lieu pour les activités touristiques autour des baies (avec hôtels, bars, discothèques, casinos, bases nautiques, plages aménagées et promenades piétonnières ou cyclables). Il consiste également en une importante concentration de zones résidentielles en général plutôt aisées. Ces « quartiers Sud » sont les seuls de la ville où les Métropolitains (ou « Zoreilles ») sont majoritaires : 9 139 résidents étaient ainsi recensés comme étant nés en France métropolitaine ou dans un département d'outre-mer en 2014, soit 45,45 % des habitants de ces quartiers. 
Les « Quartiers Sud » comprennent en réalité les quartiers suivants :

#### Sud-est du quartier de l'Artillerie
Il constituait en fait l'extrémité sud-est et est de la Pointe de l'Artillerie, donnant sur le quartier de l'Orphelinat. Avant tout résidentiel et organisé du côté ouest de l'Avenue Charles de Gaulle, il est dans l'esprit des Nouméens indissociable des quartiers voisins de l'Orphelinat et de l'Artillerie. On y trouve surtout le stade du Patronage laïc Georges-Clemenceau (PLGC), le lycée Escoffier, l'école primaire Charles Bichon, ainsi que le Conservatoire de musique.
Depuis 2015, cet ancien quartier a fusionné dans le quartier de l'Orphelinat.

#### Quartier de N'Géa

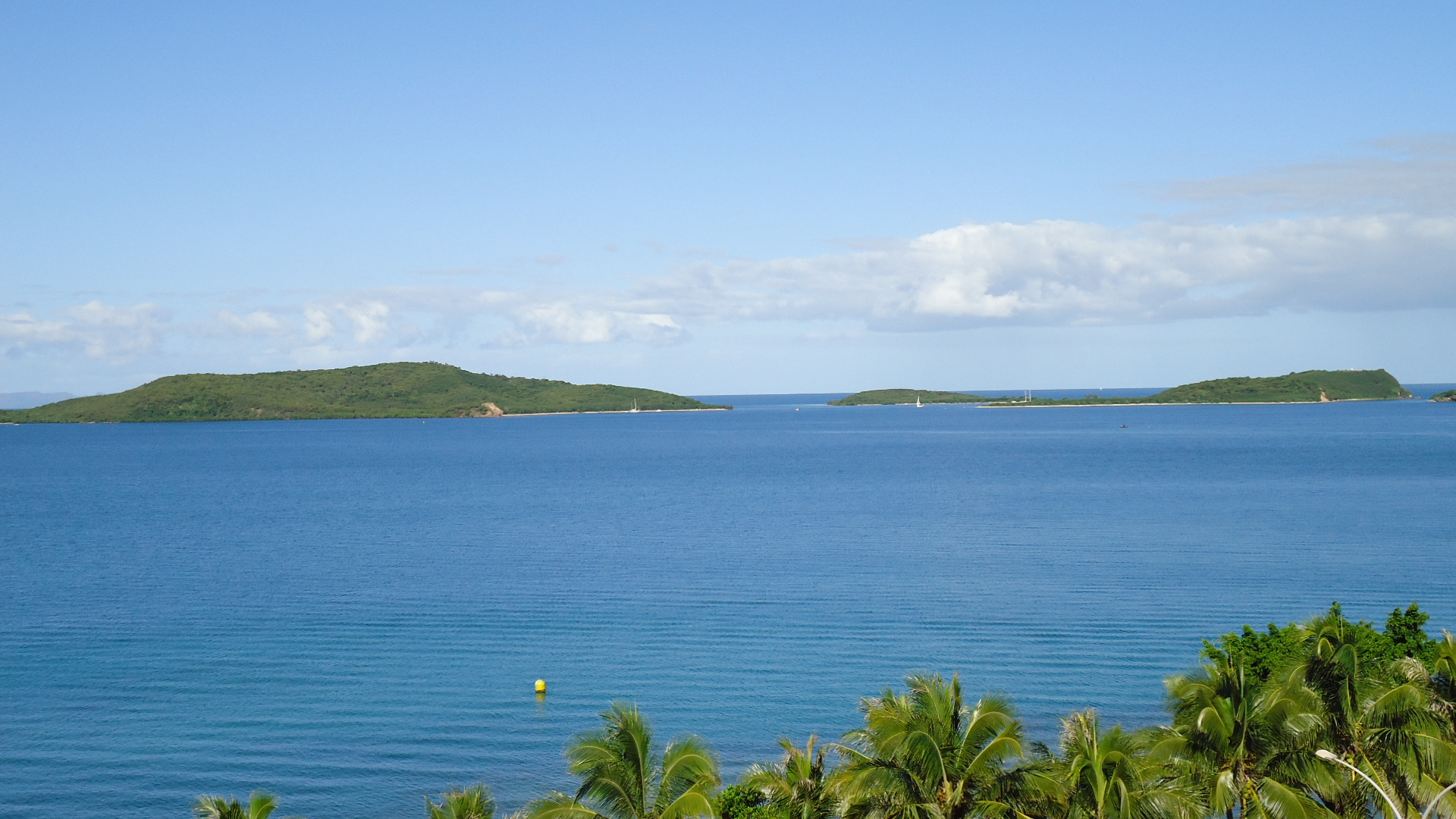
Îlots dans la Baie de Sainte-Marie.

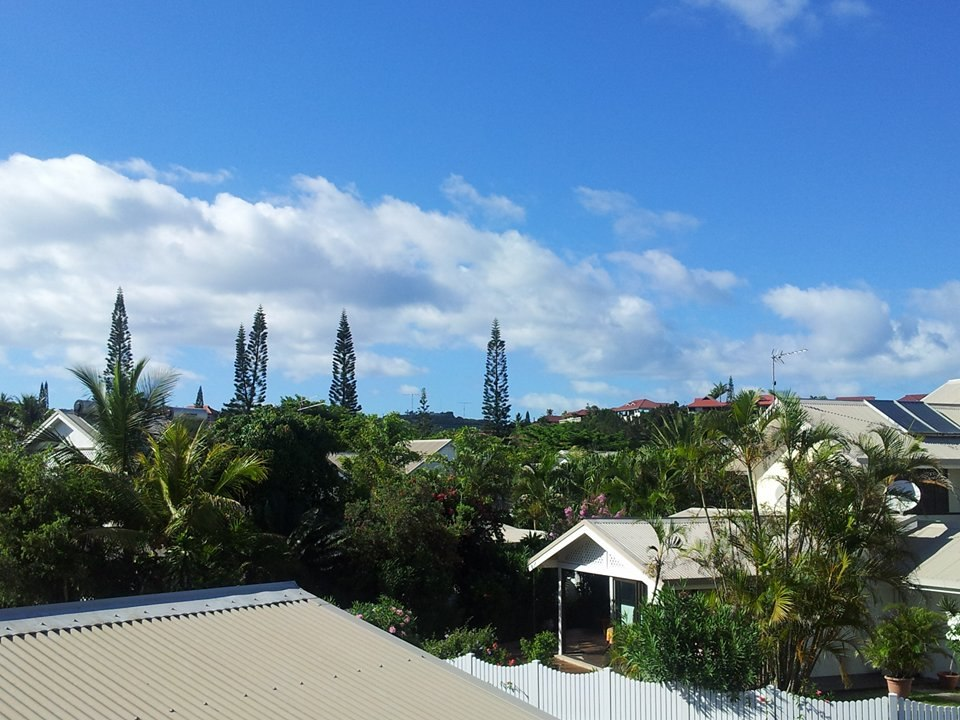
Quartier NGéa à Nouméa

Ce lotissement résidentiel, développé à partir de 1974, sur l'ancienne propriété Coudelou, tire son nom du plus grand des îlots Sainte-Marie qui délimitent la baie du même nom. Il surplombe d'ailleurs cette dernière, entre le quartier de Val Plaisance et le lotissement Tuband au sud et à l'ouest, et l'entrée du Faubourg-Blanchot au lieu-dit de Port-Despointes au nord.
Selon le recensement de la population, le quartier de N'Géa compte 2 848 habitants en 2009, et 3 686 habitants en 2014.

#### Quartier du Receiving

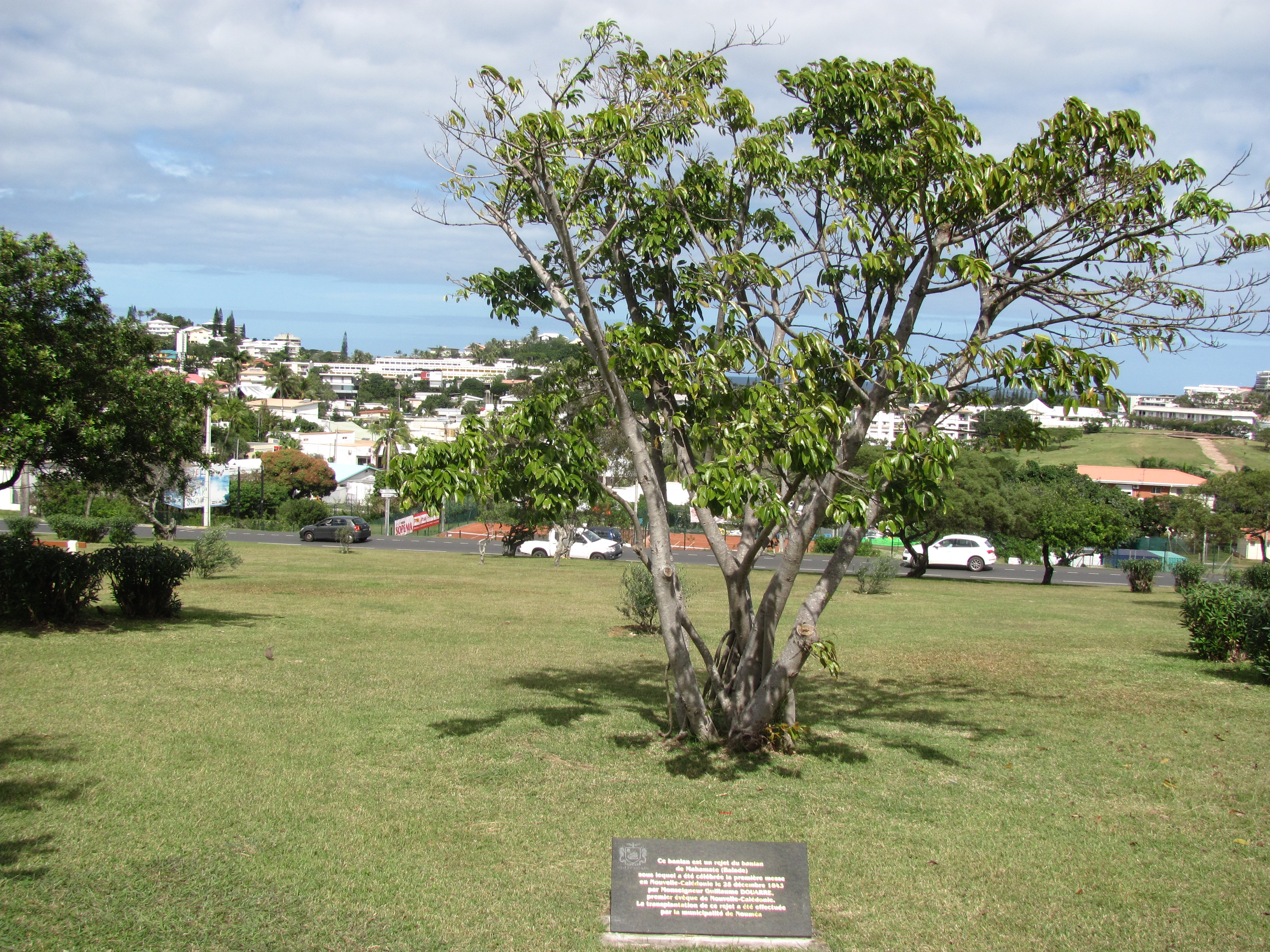
Vue du quartier du Receiving depuis l'église du Vœu.

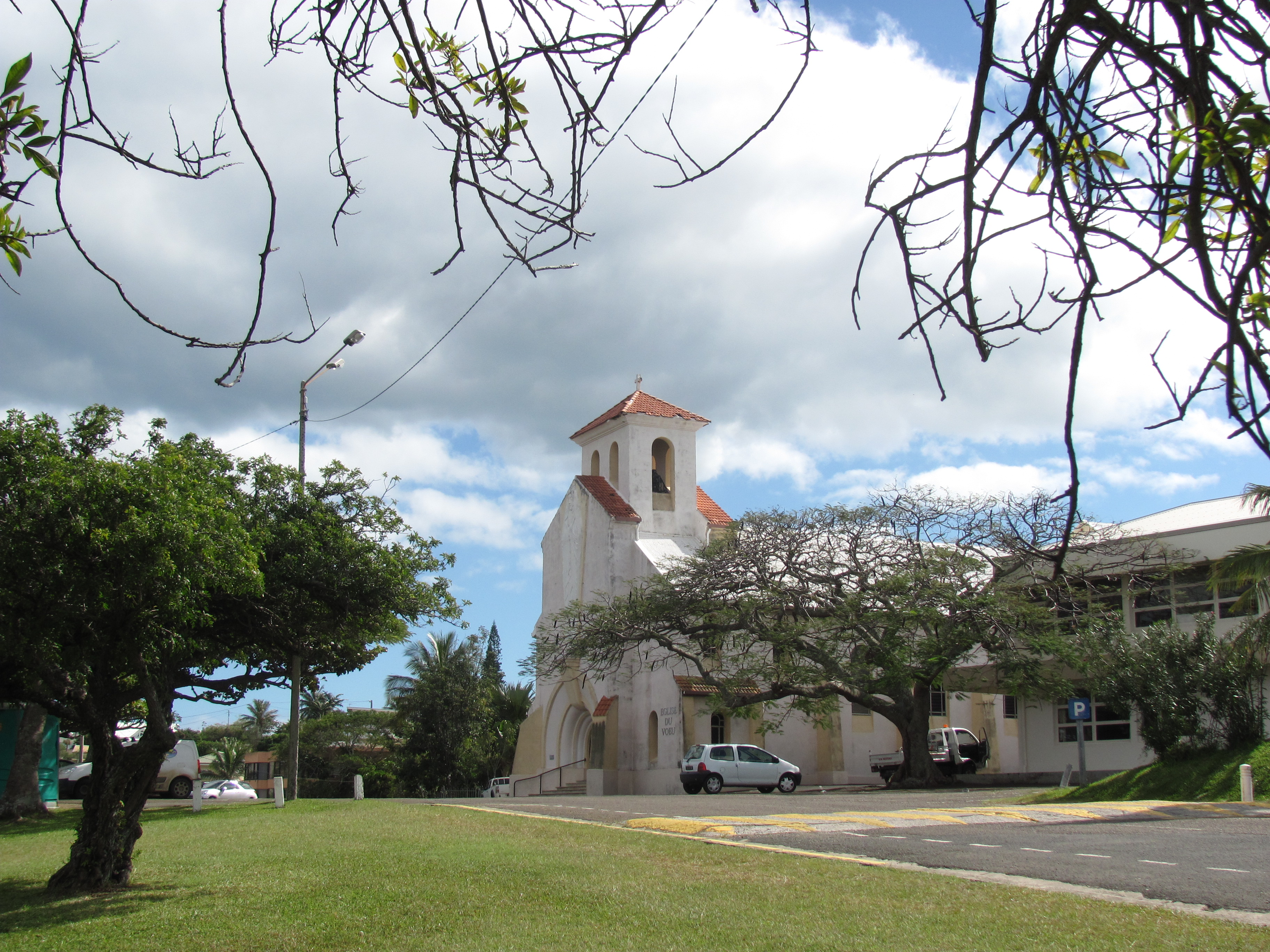
L'église du Vœu.

Le quartier du Receiving, situé entre les quartiers de la Baie de l'Orphelinat, du Motor-Pool et de l'Anse-Vata, a été intégré au tissu urbain de manière relativement récente. D'abord appelé « plaine des Batailles », il n'est intégré dans le périmètre de la ville qu'en 1874 et reste en friche jusqu'à l'inauguration en 1895 par le gouverneur Paul Feillet d'un vélodrome sur un terrain offert par la mairie au « Véloce club calédonien » fondé quelques années plus tôt. À partir de ce moment, le lieu prend le nom de « Quartier du Vélodrome ». 
Avec l'arrivée des Américains en 1942, le quartier se développe véritablement. Les troupes de la « Poppy Force » y installent une base de l'US Navy (associée à une chapelle et à un théâtre-cinéma de plein air de 1 500 places où vont se produire plusieurs stars américaines venues soutenir les troupes) ainsi qu'une station radio, la « receiving station » qui va donner son nom définitif au quartier. 
Après la fin du conflit, la base est reprise en gérance par la municipalité qui y loge plus de 500 personnes et y aménage une école, marquant le point de départ de la fonction résidentielle du quartier. La station radio est pour sa part affectée au service territorial puis à l’Office des postes et télécommunications (OPT) jusqu’en 1964. En 1953, l'église paroissiale dite du Vœu, qui domine le quartier, est consacrée. Elle fait suite à un vœu (d'où son nom) du vicaire apostolique de Nouméa Mgr Édoardo Bresson énoncé en 1942 et par lequel il s'engageait à édifier une église à la Vierge si la Nouvelle-Calédonie était épargnée par les forces japonaises. Ceci ayant été le cas, l'ecclésiastique en appelle en 1947 à la générosité des paroissiens pour pouvoir financer la construction de l'édifice. L'urbanisation de la zone va ensuite décoller à partir des années 1970, avec surtout l'installation de l'un des deux principaux sites et centres de soins de la Caisse de compensation des prestations familiales et des accidents du travail (CAFAT) ainsi que de l'école primaire Yvonne-Dupont en 1974. En 1980, des courts de tennis municipaux sont aménagés. Enfin, l'ancien Vélodrome est transformé dans les années 2000 en jardin botanique.
Selon le recensement de la population, le quartier du Receiving / Motor Pool compte 2 314 habitants en 2009, et 2 693 habitants en 2014.

#### Quartier du Motor Pool
Le quartier du Motor Pool est enchâssé entre ceux du Receiving à l'ouest, de l'Anse Vata au sud, du Val Plaisance à l'est et du Trianon au nord. Si on y trouve le premier hippodrome aménagé à Nouméa (entre 1868 et 1880), il faut attendre, comme le Receiving voisin, la Seconde Guerre mondiale et la présence américaine pour voir cette zone commencer à être occupée. Elle sert ainsi à stocker et réparer les engins motorisés par l’armée américaine, d'où son nom de Motor Pool. On trouve encore trace, çà et là, des anciens hangars en forme de demi-lune qui abritaient les ateliers d’entretien et de réparation et les réserves de carburant. Après la guerre, le quartier devient une petite zone industrielle : des usines de fabrication d’oxygène et d’eau de Javel, de peinture, d’huile et de savon, de boissons gazeuses, de deux laiteries, d’une miroiterie, d’artisans d’art (ferronnerie, ébénisterie…) s'y installent, à quoi s'ajoute la caserne Pelissou de la gendarmerie nationale en 1959, le BRGM, la direction de l'OPT (jusqu'à son déplacement dans le Centre) ou la recette de Nouméa Sud en 1967, une entreprise de matériaux de travaux publics et de construction ou encore des logements de l’ORSTOM. Cette activité industrielle s'estompe à partir des années 1970 au profit d'autres quartiers (surtout Ducos), et est remplacée par une fonction plus résidentielle lancée par l'aménagement du lotissement Veyret.
Selon le recensement de la population, le quartier du Motor Pool / Receiving compte 2 021 habitants en 2009, et 2 693 habitants en 2014.

#### Quartier du Trianon

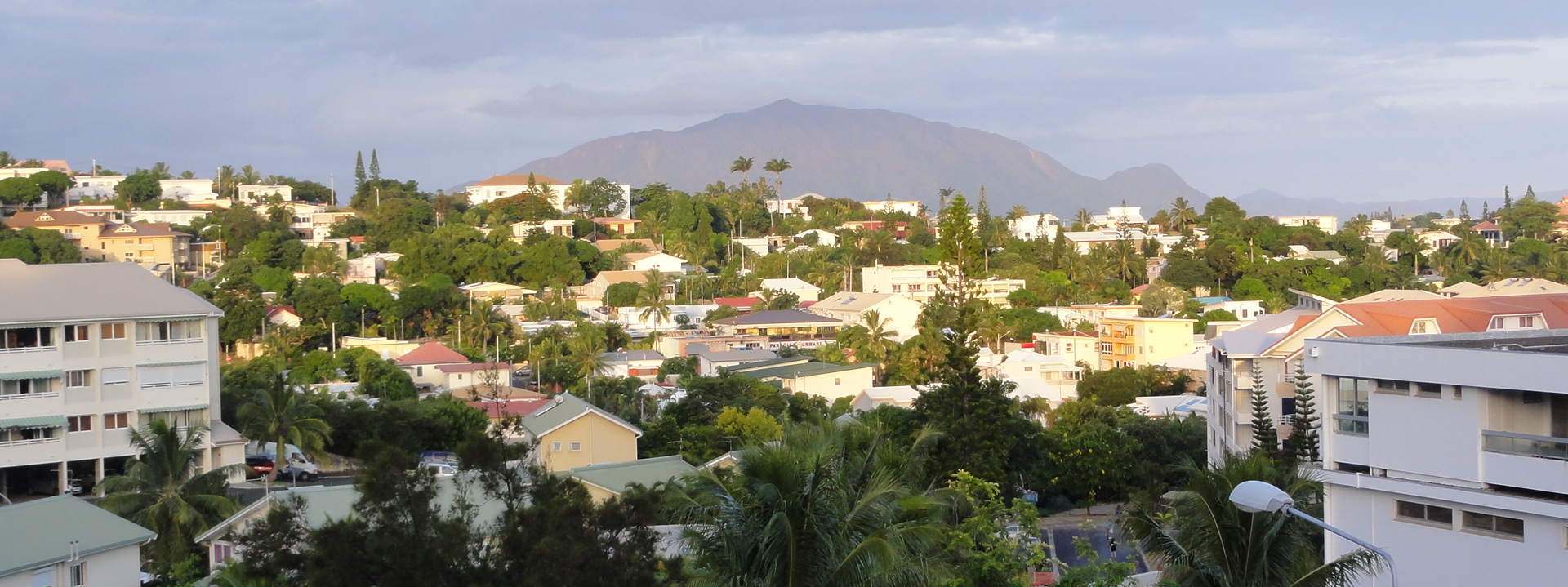
Habitations dans le quartier de Trianon

Le quartier du Trianon s'étend au nord du Motor Pool, à l'est de l'Orphelinat (duquel il est séparé par les hauteurs des monts Vénus et Coffyn), au sud et à l'ouest du Faubourg-Blanchot. Il s'agit jusqu'à la fin de la Seconde Guerre mondiale d'une zone rurale avec quelques petites fermes et de l'élevage. Après 1945, l'aspect résidentiel s'y développe autour de la route de l'Anse Vata et sur les versants orientaux des monts Vénus (qui tire son nom d'une mission astrologique chargée d'étudier cette planète installée là en 1874) et Coffyn. Sa partie orientale reste encore aujourd'hui l'une des zones à l'urbanisation la plus lâche de la presqu'île.
Selon le recensement de la population, le quartier du Trianon compte 2 663 habitants en 2009, et 2 979 habitants en 2014.

### Ancien grand quartier de la Vallée des colons - Faubourg Blanchot

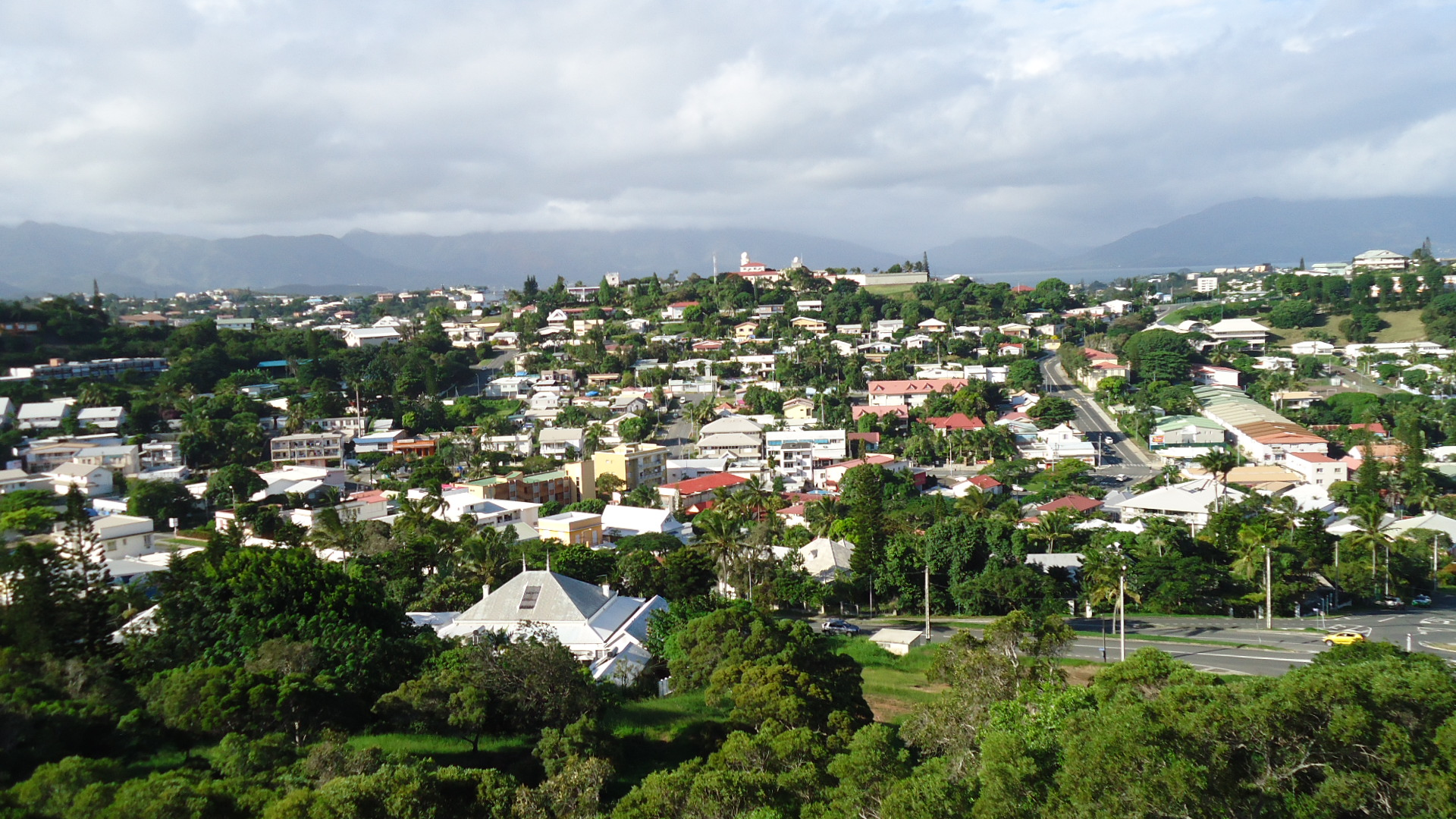
Vue sur le quartier de Faubourg-Blanchot.

La vallée Kotolo est renommée Vallée de l'Infanterie. Le nom actuel est un hommage aux quatre militaires, en congé, détenteurs de petites concessions, massacrés en novembre 1856, dans leur modeste construction en paille. On y développe la production de fruits et de légumes. En 1875, la zone comporte une centaine de maisons avec petit jardin potager. La butte est percée en 1883, et apparaissent le premières maisons coloniales à jardin exotique (Taragnat, Unger).  
Avec au total 12 188 habitants en 2009, il est composé de deux quartiers, à savoir :

#### Quartier de la Vallée des Colons
Selon le recensement de la population, le quartier de la Vallée des Colons compte 9 372 habitants en 2009, et 9 692 habitants en 2014. C'est ainsi le plus peuplé de Nouméa. Le nom kanak est Koloko.

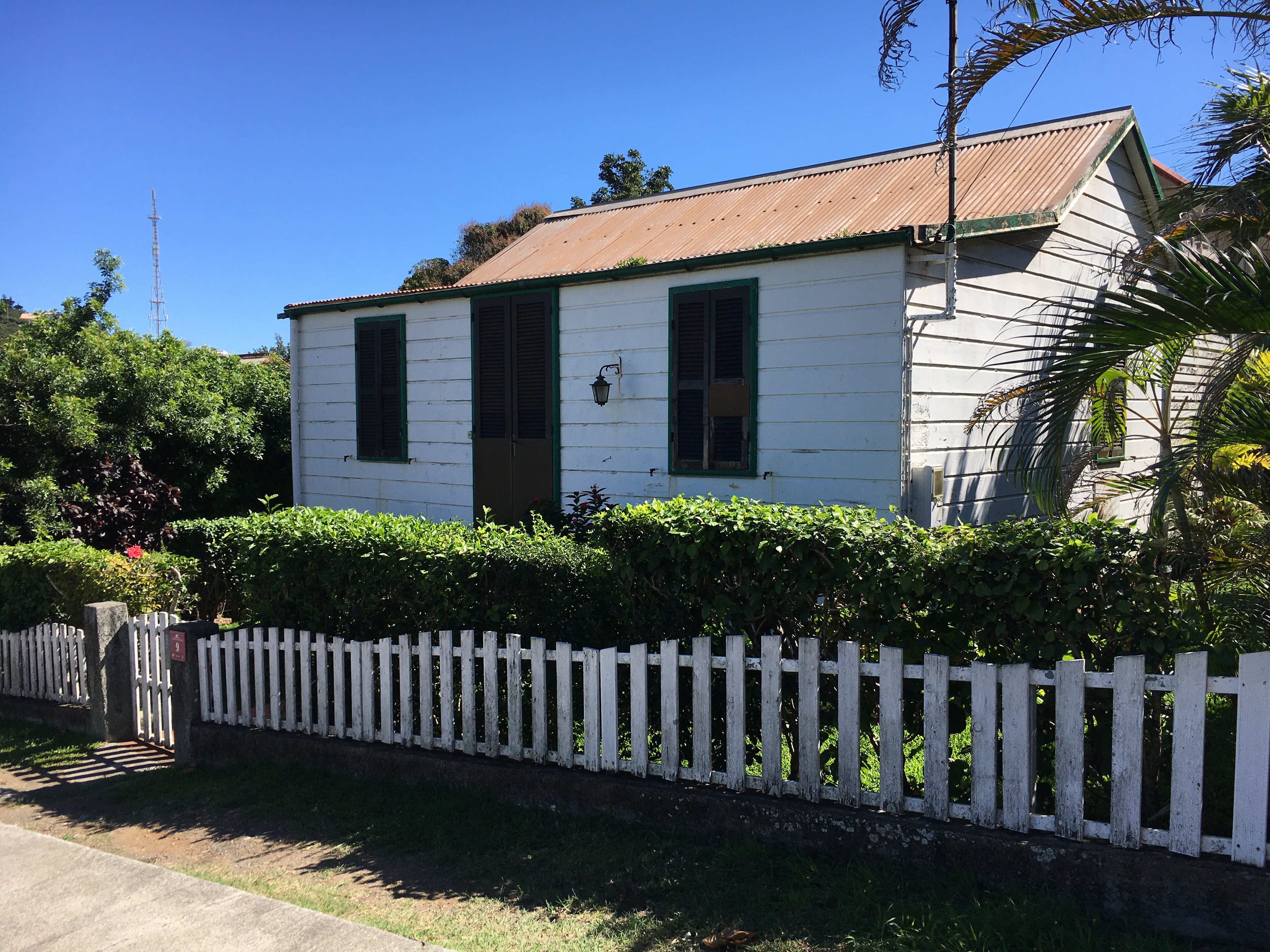
« Maison Bastien », maison ancienne au Faubourg Blanchot

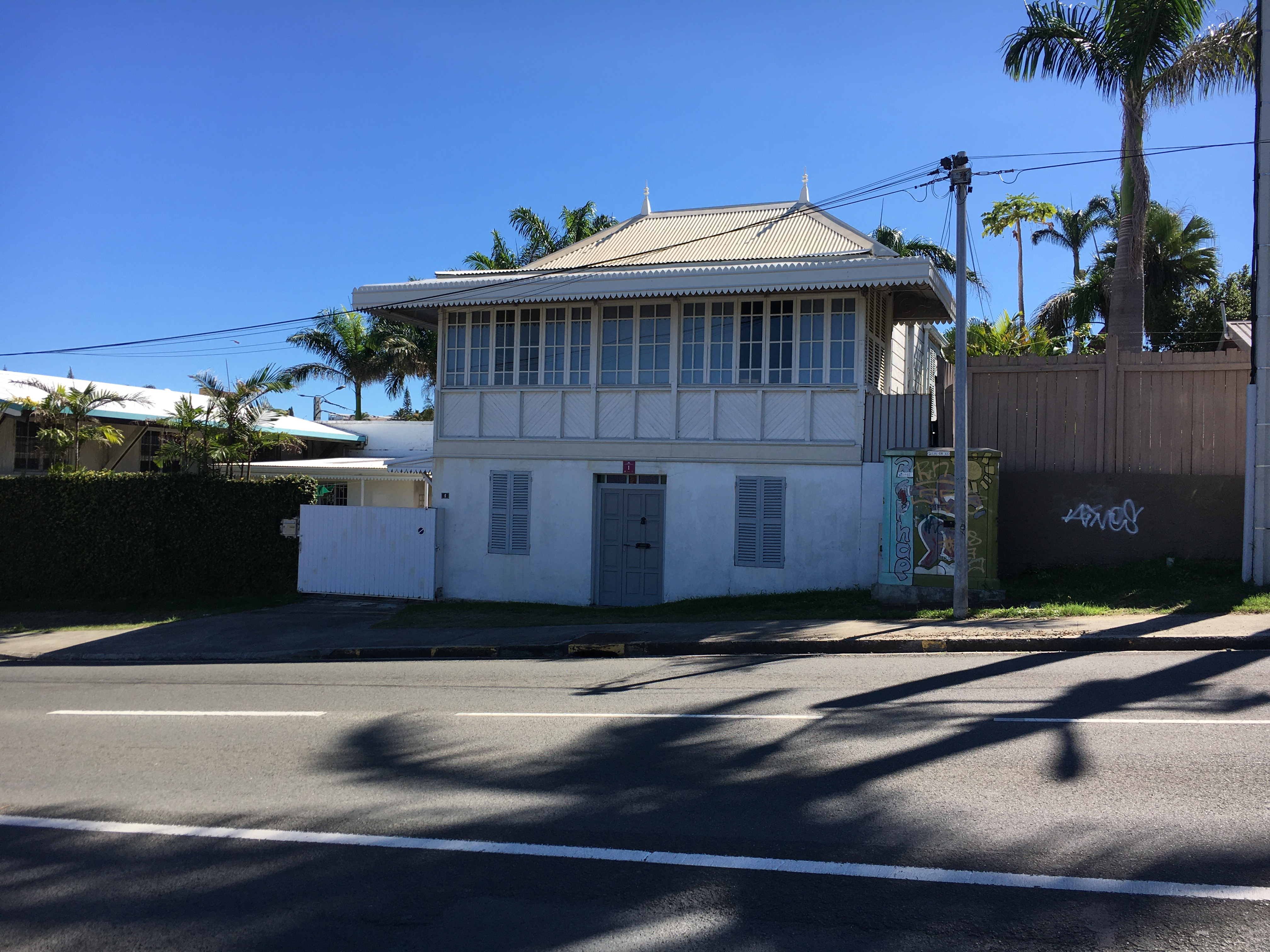
« Maison Georges », maison ancienne au Faubourg Blanchot

#### Quartier du Faubourg Blanchot

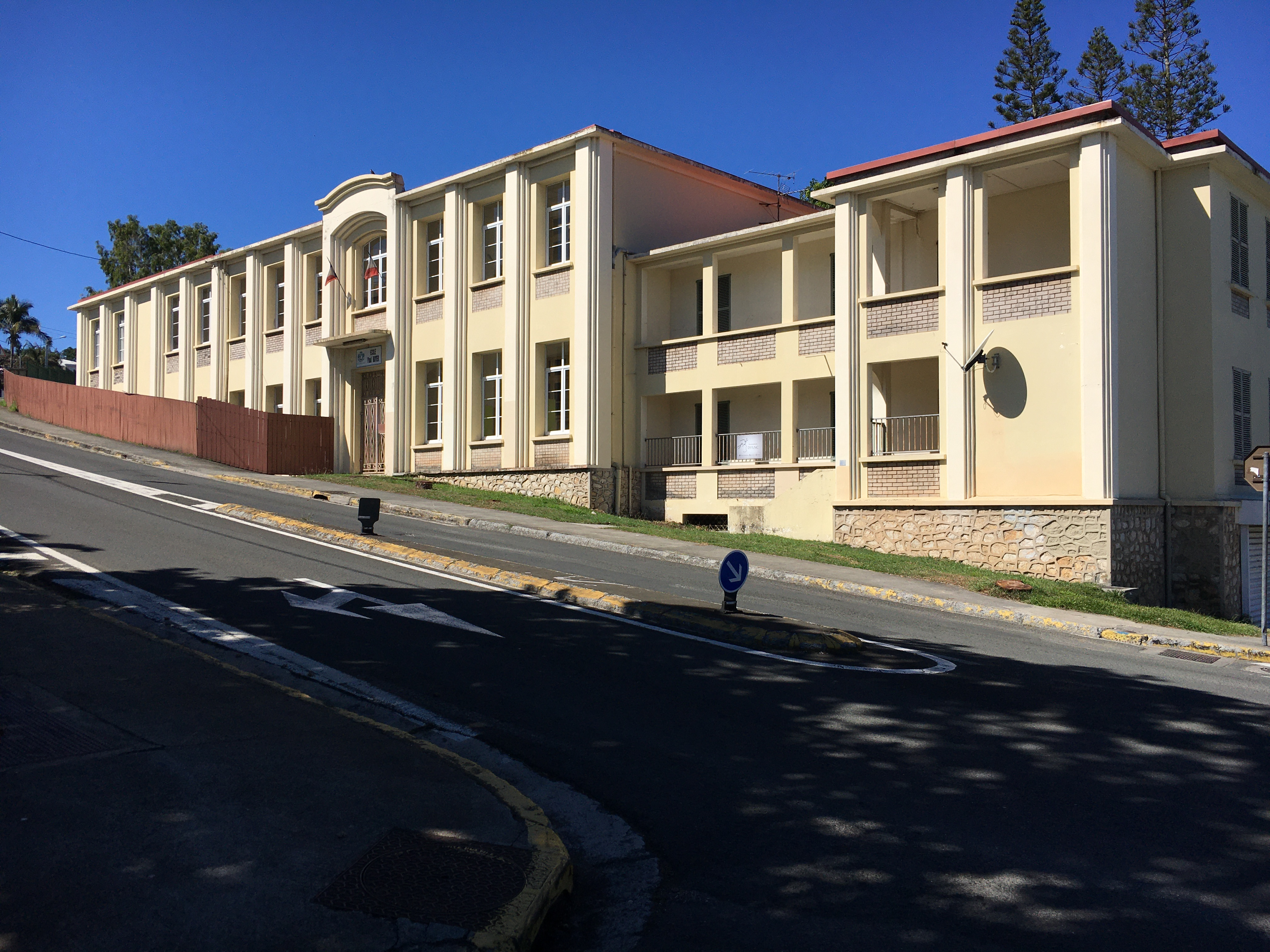
École Paul-Boyer, au Faubourg Blanchot

Selon le recensement de la population, le quartier du Faubourg Blanchot compte 2 816 habitants en 2009, et 2 842 habitants en 2014.
Le quartier doit son nom à Barthélémy Blanchot, qui en 1872 était propriétaire de quasiment tous les terrains composant aujourd'hui ce quartier. En 1874, lorsqu'il les met en vente, il les baptise « les terrains du Faubourg Blanchot ».
Ce quartier n'a été incorporé dans le périmètre de la ville de Nouméa qu'en 1941.
Il compte de nos jours nombre d'anciennes demeures, construites en bois avant les années 1930, qui ont été valorisées par un circuit patrimonial de 57 maisons,. L'une d'elles, la maison Célières, peut être visitée et accueille de multiples manifestations culturelles.

## Secteur Est (ancien grand quartier de Magenta)
Dans la plaine Unger, la propriété Bourgoin, attribuée en 1859, s'agrandit. Elle accueille en 1931 la grande fête aérienne du premier terrain d'aviation. Après 1945, renommée plaine Tonnelier, elle évolue  avec l'érection des Tours Magenta, habitées dès 1973, et le remblaiement partiel de la mangrove, qui va porter le CHT, la voie rapide, etc. 
Situé à l'est de la commune et peuplé de 22 948 habitants, ce secteur (et ancien grand quartier) se subdivise en six quartiers :

### Quartier du Haut-Magenta
Selon le recensement de la population, le quartier du Haut Magenta compte 2 310 habitants en 2009, et 2 472 habitants en 2014.

### Quartier de Magenta
La forêt de bord de mer abrite toutes sortes d'oiseaux et d'animaux, jusqu'en 1880, quand on aménage un champ de courses, pour les chevaux, mais aussi très vite pour les vélocipèdes. L'ensemble est rasé par les Américains, qui y installent un aérodrome.
Selon le recensement de la population, le quartier de Magenta compte 7 566 habitants en 2009, et 7 380 habitants en 2014.

### Quartier de Ouémo

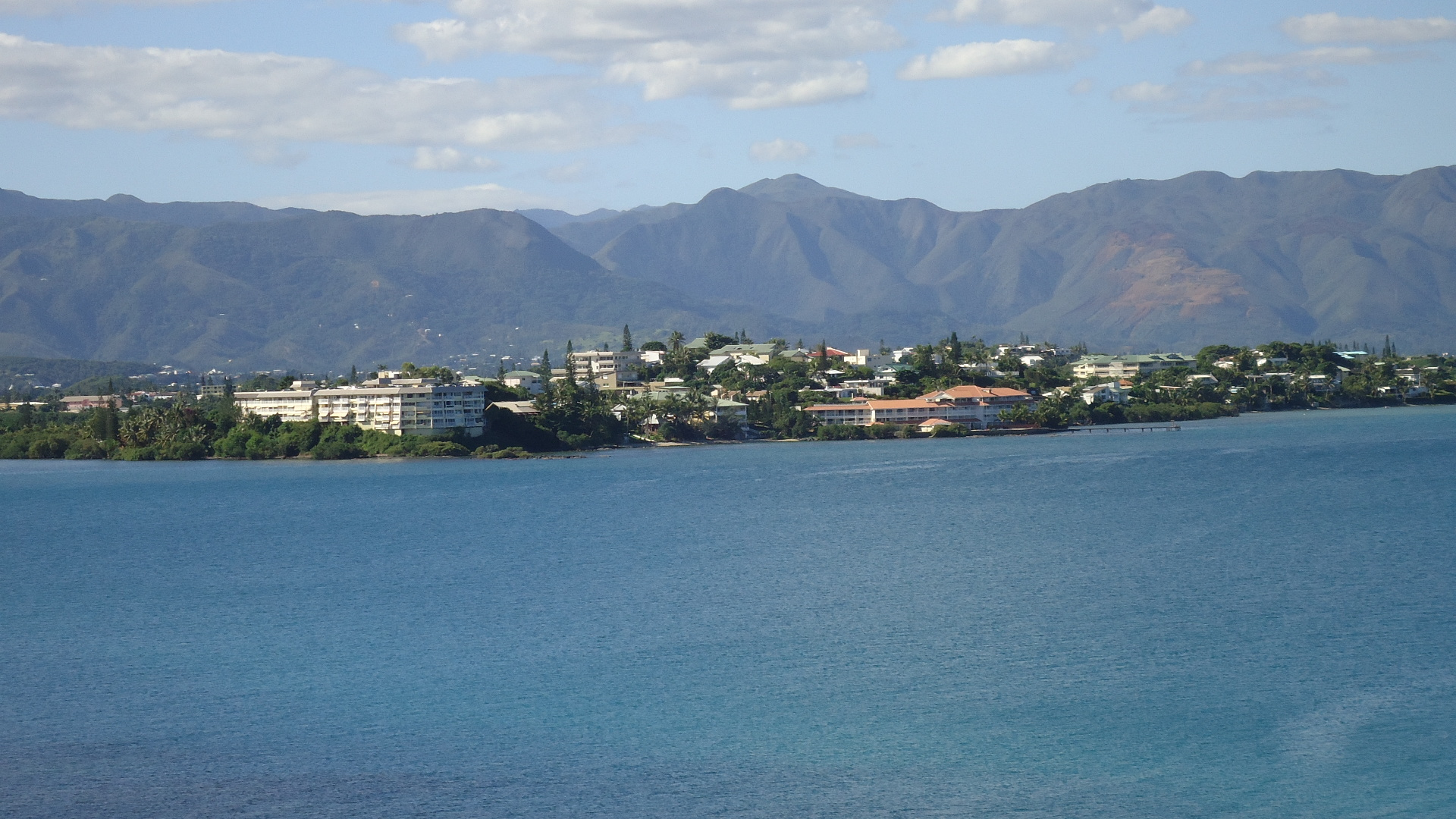
Habitations sur la presqu'île de Ouémo

Dès le début, le petit cap de la Pointe aux Longs-Cous a été établi comme zone militaire, avec érection de fortifications vers 1860. Le Fort de Ouémo a été doté d'une batterie de canons. L'utilisation militaire a cessé, un jardin a été aménagé en 2007, permettant une promenade, auprès des deux canons réinstallés. L'Anse du Fort se prolonge avec l'îlot Song relié à la terre ferme. 
La zone est désormais très résidentielle et calme.

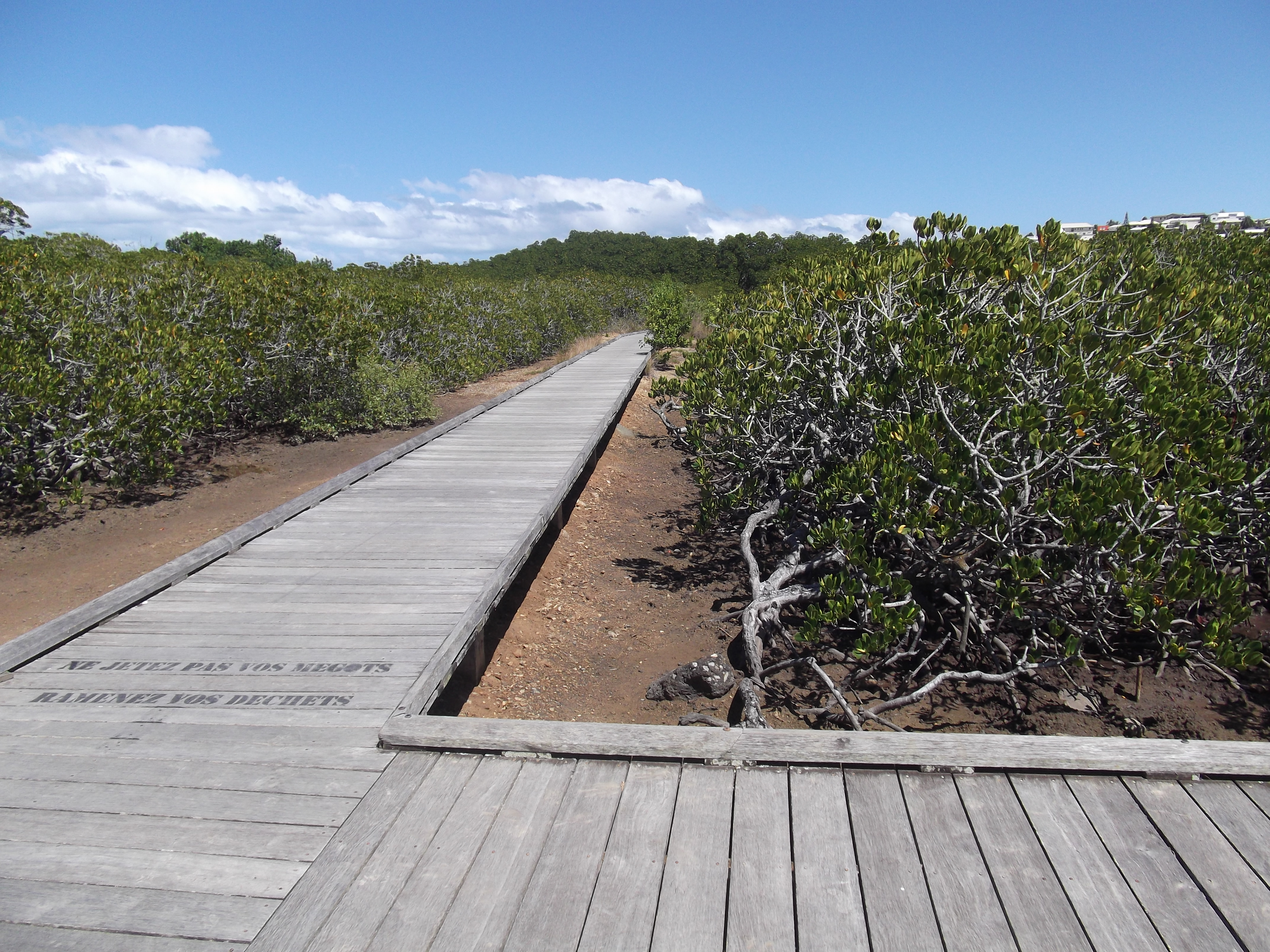
Sentier de découverte de la mangrove dans le quartier de Ouémo

Elle comprend un sentier de découverte de la mangrove.
Selon le recensement de la population, le quartier de Ouémo compte 1 501 habitants en 2009, et 1 685 habitants en 2014.

### Quartier de l'Aérodrome
Selon le recensement de la population, le quartier de l'Aérodrome compte 4 687 habitants en 2009, et 4 365 habitants en 2014.

### Quartier des Portes de fer
Le nom est manifestement un hommage à un épisode l'histoire de la colonisation française de l'Algérie, l'expédition des Portes de Fer (1839).
Selon le recensement de la population, le quartier de Portes de Fer compte 4 242 habitants en 2009, et 4 499 habitants en 2014.

### Quartier du Quatrième Kilomètre ou P.K. 4
Selon le recensement de la population, le quartier du PK4 compte 2 642 habitants en 2009, et 2 393 habitants en 2014.

## Secteur Nord-Est

### Quartier (et ancien grand quartier) de Rivière Salée
C'est à la fois un quartier et un ancien grand quartier.
Depuis son extension au sud-est sur la mangrove du Cinquième Kilomètre (un ancien quartier dont l'essentiel forme désormais la partie sud de l'actuel quartier du Sixième Kilomètre à l'exception de la mangrove), c'est le plus étendu de tous les quartiers de la ville.

#### Histoire
Cette zone marécageuse, connue des colons français en 1859, était alors inconstructible. Vers 1900, un projet de réalisation de remblai se met en place pour permettre le passage de la voie ferrée entre Nouméa et Païta. La voie ferrée ouverte en 1902 n'est maintenant plus utilisée.
Ce quartier servit à accueillir l’important dépôt de munitions des forces armées américaines pendant la guerre du Pacifique. 
C'est devenu depuis un des plus importants quartiers de Nouméa.

#### Activités
Du fait de la grosse proportion de jeunes, de nombreux lotissements ont été créés, en particulier pour cette population. Cela signifie plusieurs parcs de jeux, une médiathèque, la Médiathèque de Rivière Salée, ainsi qu'un café-musique, Le Mouv, situé au centre du parc qui accueille divers groupes du Pacifique et d'ailleurs. On trouve aussi des lotissements sportifs et des écoles.
Malgré cela, le quartier manque d’un véritable pôle urbain à cause de sa grande taille.

#### Démographie
Selon le recensement de la population de 2009, le quartier de Rivière Salée comptait 8 772 habitants, dont une forte proportion de jeunes (34,33 % ont moins de 20 ans, 31,57 % entre 20 et 40 ans). Il s'agit également d'une population très cosmopolite.

### Ancien grand quartier de Tina - Normandie
Peuplé d'environ 12 748 habitants, ce grand quartier est subdivisé en quatre quartiers :

#### Quartier du Sixième Kilomètre ou P.K. 6

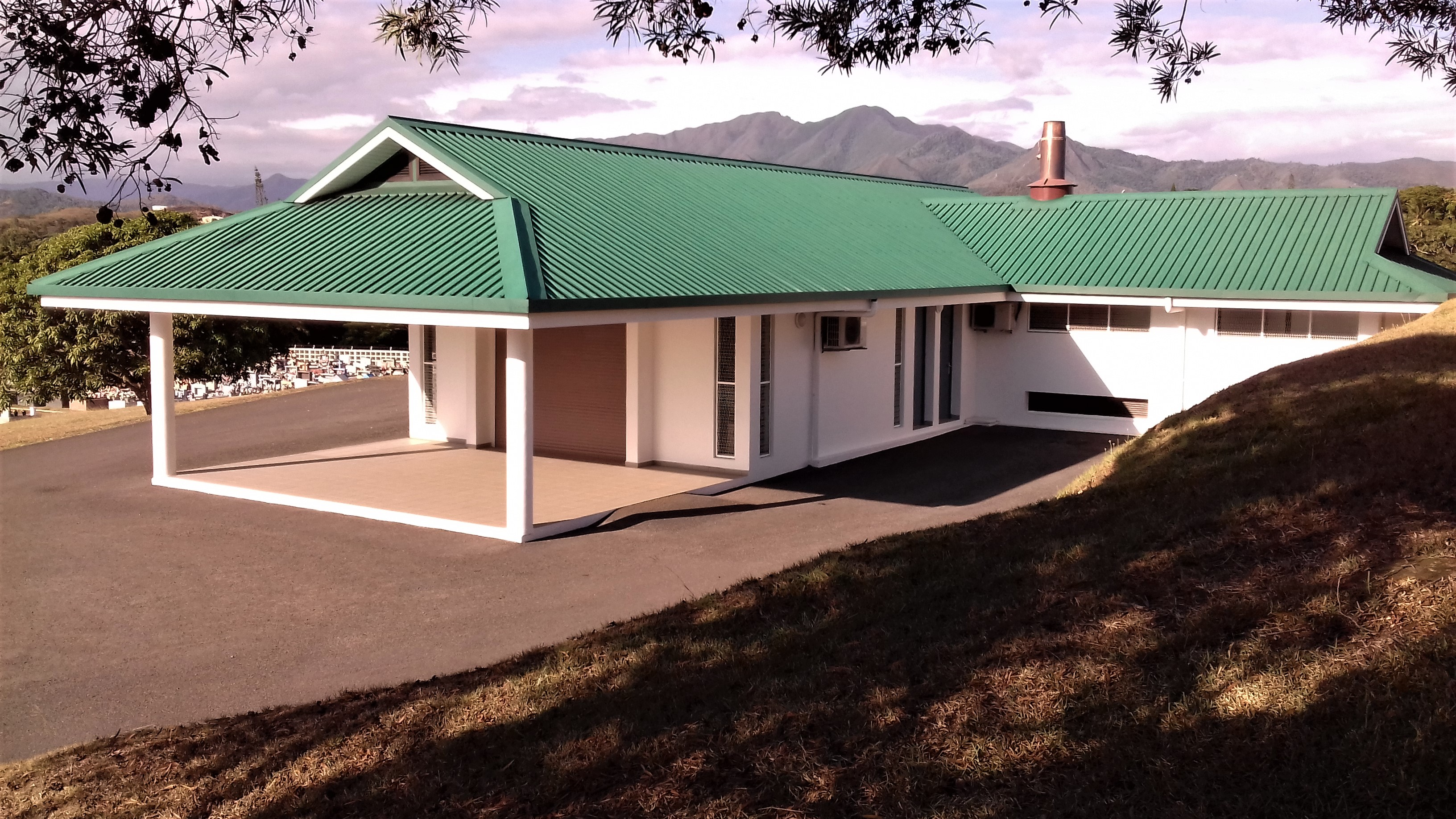
Crématorium du cimetière du 5e kilomètre à Nouméa

Ce quartier inclut également l'ancien quartier du Cinquième Kilomètre, à l'exception de sa mangrove à l'ouest, incluse maintenant dans l'actuel quartier de Rivière salée.
On y trouve ainsi le cimetière du 5e kilomètre.
Selon le recensement de la population, le quartier du PK6 compte 2 821 habitants en 2009, et 3 119 habitants en 2014.

#### Quartier du Septième Kilomètre ou P.K. 7
Selon le recensement de la population, le quartier du PK7 compte 3 608 habitants en 2009, et 3 845 habitants en 2014.

#### Quartier de Tina
Auparavant divisé en deux, il a fusionné avec l'ancien quartier du Golf de Tina.
Selon le recensement de la population, le quartier de Tina compte 1 769 habitants en 2009, et 1 732 habitants en 2014.

#### Quartier de Normandie
Selon le recensement de la population, le quartier de Normandie compte 4 550 habitants en 2009, et 4 103 habitants en 2014.

## Secteur de la presqu’île de Ducos (ancien grand quartier de la presqu’île de Ducos)

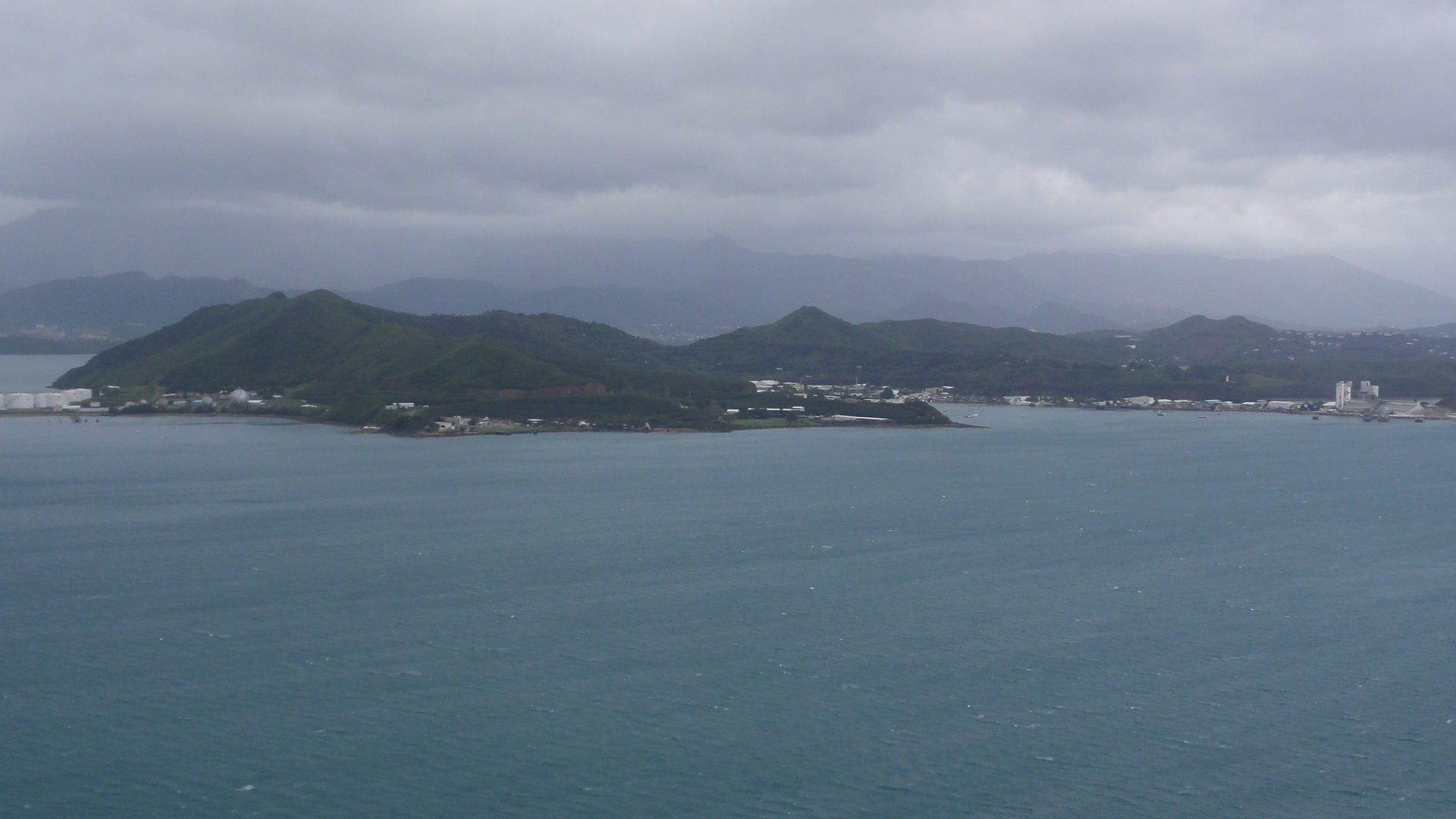
Presqu'île de Ducos vue depuis l'océan

Cette presqu'île secteur est lieu de déportation au XIXe siècle. Au XXe, cet ancien grand quartier, desservi par la voie express n°1 - Route du Normandie, se compose désormais de sept quartiers encore peu habités :

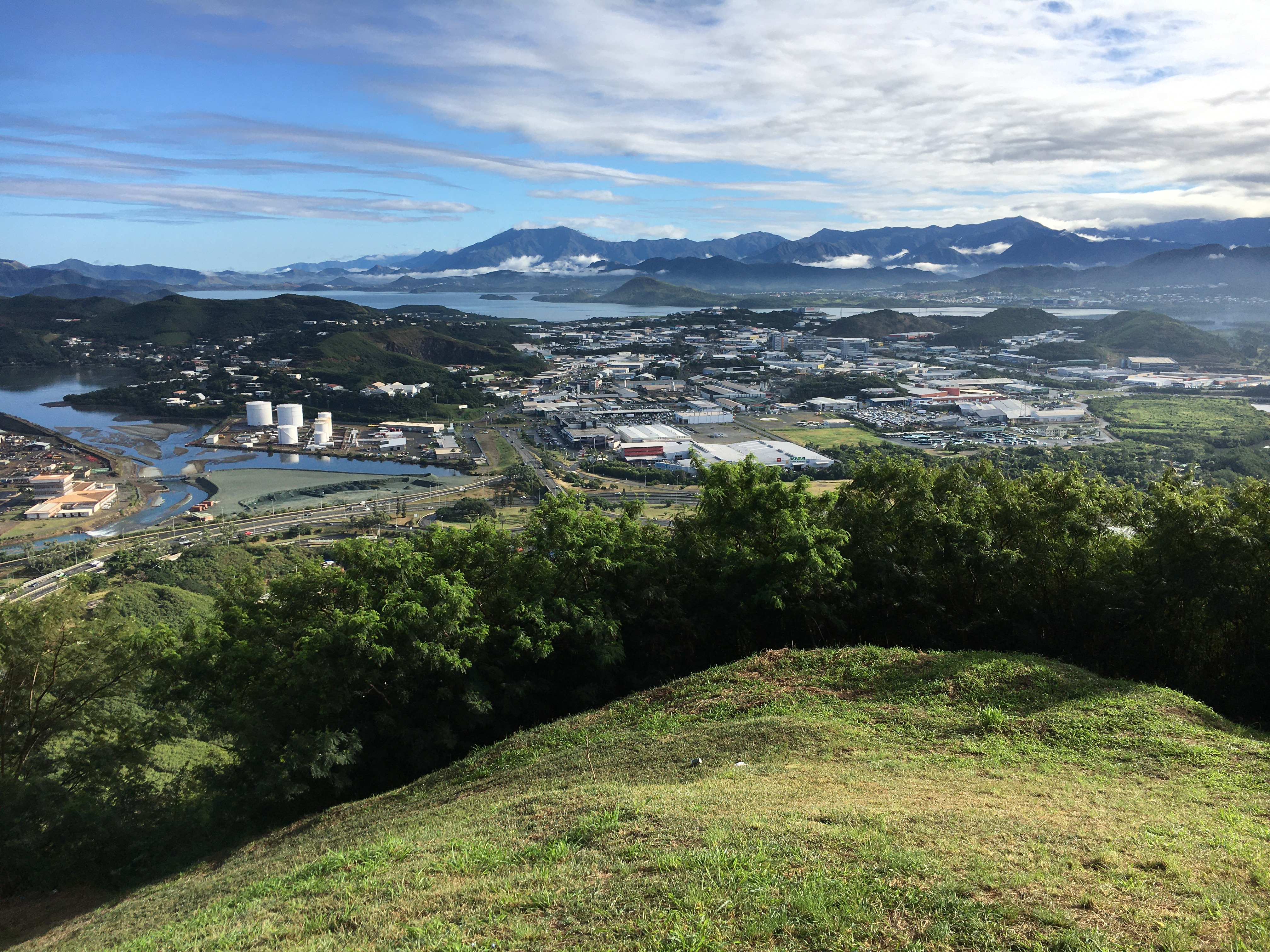
Quartier de Ducos vu depuis la tour Montravel

- Ducos : (2 231 habitants) en 2009, 7741 en 2014,
- Ducos Industriel : (1 428 habitants) en 2009, 1332 en 2014,
- Logicoop : (1 365 habitants) en 2009, 1342 en 2014,
- Kaméré : (3 138 habitants) en 2009, 3345 en 2014,
- Tindu : (1 994 habitants) en 2009, qui fusionne avec le suivant,
- Numbo et Koumourou : (254 habitants) en 2009, 1803 en 2014

## Domaine public maritime communal
Hors de ces secteurs et quartiers, la commune de Nouméa inclut également un important domaine public maritime pour ses îles, lagons, îlets et récifs coralliens.
Autrefois, ce domaine public maritime incluait l'île Nou (alors propriété de l'État) avant son abandon et son transfert à la commune, puis son rattachement à la Grande Terre par un pont et son urbanisation pour en faire le nouveau quartier de Nouville, connecté au centre-ville de Nouméa.
Ce domaine public maritime inclut encore la zone militaire de l'îlot Brun, qui ferme au sud le passage vers la rade et les ports et marinas à l'ouest de la ville ; l'île est reliée par un pont à la zone militaire de la Pointe Chaleix, au nord-ouest du quartier de la Baie des Citrons. Le reste des îles et îlots n'est pas habité de façon permanente et la plupart de ces îles sont incluses dans des aires maritimes protégées dans un rayon d'environ 800 mètres (dans les eaux territoriales françaises de la Nouvelle-Calédonie).